# لیوبوف چارکاشینا
لیوبوف چارکاشینا (به انگلیسی: Liubov Charkashyna) ژیمناست زادهٔ ۲۳ دسامبر ۱۹۸۷ میلادی اهل کشور بلاروس است.